# Wisła Płock (piłka nożna) w sezonie 2009/2010

## Miejsca w tabeli
| 1 | 2  | 3 | 4 | 5  | 6 | 7  | 8  | 9  | 10 | 11 | 12 | 13 | 14 | 15 | 16 | 17 | 18 | 19 | 20 | 21 | 22 | 23 | 24 | 25 | 26 | 27 | 28 | 29 | 30 | 31 | 32 | 33 | 34 |
| 7 | 11 | 6 | 5 | 11 | 9 | 13 | 13 | 15 | 15 | 15 | 14 | 14 | 15 | 16 | 16 | 16 | 16 | 15 | 14 | 15 | 15 | 15 | 15 | 15 | 14 | 15 | 14 | 13 | 15 | 13 | 15 | 15 | 15 |

## Kadra

### runda jesienna
| Nr         | Kraj      | Zawodnik             | Poprzedni klub             |
| Bramkarze  | Bramkarze | Bramkarze            | Bramkarze                  |
| ---------- | --------- | -------------------- | -------------------------- |
| 1          | Polska    | Przemysław Mierzwa   | Motor Lublin               |
| 21         | Polska    | Łukasz Malec         | Gawin/Ślęza Wrocław        |
| 25         | Polska    | Artur Melon          | Miedź Legnica              |
| Obrońcy    |           |                      |                            |
| 2          | Polska    | Marcin Pacan         | Jagiellonia Białystok      |
| 3          | Polska    | Paweł Bojaruniec     | Pelikan Łowicz             |
| 4          | Polska    | Paweł Pęczak         | Lechia Gdańsk              |
| 16         | Polska    | Sławomir Jarczyk     | Górnik Zabrze              |
| 19         | Polska    | Rafał Grzelak        | Dolcan Ząbki               |
| 20         | Polska    | Mateusz Żytko        | Zagłębie Lubin             |
| 23         | Polska    | Damian Skumórski     | wychowanek                 |
| 23         | Polska    | Artur Wyczałkowski   | Widzew Łódź                |
| Pomocnicy  |           |                      |                            |
| 5          | Polska    | Bartłomiej Sielewski | Mazowsze Płock             |
| 9          | Polska    | Robert Chwastek      | GKS Bełchatów              |
| 10         | Polska    | Adam Majewski        | Zawisza Bydgoszcz          |
| 11         | Polska    | Maciej Wyszogrodzki  | Pelikan Łowicz             |
| 12         | Polska    | Tomasz Grudzień      | Stegny Wyszogród           |
| 15         | Polska    | Daniel Mitura        | wychowanek                 |
| 17         | Polska    | Adam Dylewski        | Zdrój Ciechocinek          |
| 18         | Polska    | Karol Kostrubała     | Cracovia                   |
| Napastnicy |           |                      |                            |
| 7          | Polska    | Kamil Gęśla          | Stal Stalowa Wola          |
| 8          | Polska    | Bartosz Wiśniewski   | Znicz Pruszków             |
| 22         | Polska    | Krzysztof Zaremba    | Podbeskidzie Bielsko-Biała |
| 26         | Polska    | Daniel Koczon        | Piast Gliwice              |

### runda wiosenna
| Nr         | Kraj      | Zawodnik             | Poprzedni klub        |
| Bramkarze  | Bramkarze | Bramkarze            | Bramkarze             |
| ---------- | --------- | -------------------- | --------------------- |
| 1          | Polska    | Przemysław Mierzwa   | Motor Lublin          |
| 21         | Polska    | Łukasz Malec         | Gawin/Ślęza Wrocław   |
| 25         | Polska    | Artur Melon          | Miedź Legnica         |
| Obrońcy    |           |                      |                       |
| 2          | Polska    | Marcin Pacan         | Jagiellonia Białystok |
| 3          | Polska    | Rafał Lasocki        | Mazowsze Płock        |
| 4          | Polska    | Paweł Pęczak         | Lechia Gdańsk         |
| 7          | Polska    | Przemysław Szabat    | Wisła Kraków          |
| 8          | Polska    | Bartosz Wiśniewski   | Znicz Pruszków        |
| 16         | Polska    | Sławomir Jarczyk     | Górnik Zabrze         |
| 20         | Polska    | Mateusz Żytko        | Zagłębie Lubin        |
| 23         | Polska    | Damian Skumórski     | wychowanek            |
| 23         | Polska    | Artur Wyczałkowski   | Widzew Łódź           |
| 24         | Polska    | Łukasz Nadolski      | Sogndal IL            |
| Pomocnicy  |           |                      |                       |
| 5          | Polska    | Bartłomiej Sielewski | Mazowsze Płock        |
| 9          | Polska    | Robert Chwastek      | GKS Bełchatów         |
| 10         | Polska    | Adam Majewski        | Zawisza Bydgoszcz     |
| 11         | Polska    | Marcin Nowacki       | Ruch Chorzów          |
| 12         | Polska    | Tomasz Grudzień      | Stegny Wyszogród      |
| 13         | Polska    | Damian Adamczyk      | wychowanek            |
| 14         | Polska    | Łukasz Masłowski     | Widzew Łódź           |
| 15         | Polska    | Daniel Mitura        | wychowanek            |
| 19         | Polska    | Rafał Grzelak        | Dolcan Ząbki          |
| 22         | Polska    | Łukasz Juszkiewicz   | Widzew Łódź           |
| Napastnicy |           |                      |                       |
| 6          | Polska    | Mariusz Solecki      | Dolcan Ząbki          |
| 17         | Polska    | Łukasz Sekulski      | Raków Częstochowa     |
| 18         | Polska    | Piotr Burski         | Miedź Legnica         |
| 26         | Polska    | Daniel Koczon        | Piast Gliwice         |

## Mecze

### Sparingi

#### runda jesienna
| data                  | przeciwnik         | miejsce               | wynik | bramki |
| 4 kwietnia 2009 14:00 | Victoria Sulejówek | Płock (boczne boisko) | 6:0   | Łukasz Sekulski (dwie), Karol Gregorek, Robert Chwastek, Janusz Iwanicki, Mateusz Chudziński                                                           |
| 30 czerwca 2009 17:00 | Kadra POZPN        | Gostynin              | 7:2   | Marcus Vinicius 35', Marcin Kajca 57', Maciej Wyszogrodzki 59', Krzysztof Zaremba 67', Krzysztof Zaremba 68', Daniel Koczon 74', Krzysztof Zaremba 84' |
| 1 lipca 2009 17:00    | Lechia Gdańsk      | Gutów Mały            | 1:3   | Kamil Gęśla 55' |
| 4 lipca 2009 11:00    | Widzew Łódź        | Gutów Mały            | 1:1   | Bartłomiej Sielewski 45' – karny |
| 9 lipca 2009          | Kryształ Glinojeck | Ciechanów             | 4:0   | Kamil Gęśla, Adam Majewski, Daniel Koczon (dwie) |
| 11 lipca 2009 15:00   | Olimpia Elbląg     | Ciechanów             | 2:0   | Daniel Koczon 38', Daniel Koczon 41' |
| 15 lipca 2009         | Start Otwock       | Ciechanów             | 1:0   | Robert Chwastek 60' |
| 18 lipca 2009 10:30   | Legia Warszawa     | Warszawa              | 0:2   | brak |
| 25 lipca 2009 11:15   | Ruch Chorzów       | Łękińsko              | 0:0   | brak |

#### runda wiosenna
| data                   | przeciwnik                | miejsce                 | wynik | bramki |
| 23 stycznia 2010 11:30 | Piast Gliwice             | Dzierżanów              | 0:0   | brak |
| 26 stycznia 2010 16:00 | Górnik Wałbrzych          | Dzierżanów              | 7:0   | Piotr Burski 4', Mariusz Solecki 6', Piotr Burski 26', Mariusz Solecki 36', Daniel Mitura 60', Przemysław Szabat 70', Daniel Mitura 80' |
| 3 lutego 2010 13:00    | Start Otwock              | Płock                   | 4:1   | Sławomir Jarczyk 55', Daniel Koczon 72', Marcin Nowacki 79', Robert Chwastek 85'                                                        |
| 5 lutego 2010 11:00    | Wisła Płock II            | Płock (sztuczne boisko) | 7:1   | Daniel Koczon (trzy), Rafał Grzelak (dwie), Łukasz Masłowski, Mariusz Solecki                                                           |
| 9 lutego 2010 13:00    | Świt Nowy Dwór Mazowiecki | Nowy Dwór Mazowiecki    | 5:1   | Łukasz Masłowski 14', Rafał Grzelak 18', Przemysław Szabat 57', Łukasz Sekulski 61', Piotr Burski 64'                                   |
| 13 lutego 2010 11:15   | Pelikan Łowicz            | Łowicz                  | 0:0   | brak |
| 17 lutego 2010 13:00   | Jeziorak Iława            | Płock (boczne boisko)   | 4:1   | Mateusz Lewandowski 36', Łukasz Sekulski 45', Mariusz Solecki 65', Jakub Kustra 69'                                                     |
| 20 lutego 2010 13:00   | Stomil Olsztyn            | Płock                   | 1:1   | Łukasz Masłowski 40' |
| 27 lutego 2010 17:00   | Znicz Pruszków            | Płock                   | 0:1   | brak |

### Pierwsza Liga

#### runda jesienna
| kolejka | data              | przeciwnik                 | Dom/Wyjazd | wynik | bramki                                                            |
| 1       | 01.08.2009 19:00  | Znicz Pruszków             | W          | 1:1   | Marcin Pacan 39'                                                  |
| 2       | 10.08.2009 19:15  | Górnik Zabrze              | D          | 1:2   | Mateusz Żytko 86' – karny                                         |
| 3       | 16.08.2009 17:00  | Górnik Łęczna              | W          | 3:0   | Daniel Koczon 27', Daniel Koczon 37', Daniel Koczon 75'           |
| 4       | 22.08.2009 19:00  | Stal Stalowa Wola          | D          | 1:0   | Bartosz Wiśniewski 40'                                            |
| 5       | 29.08.2009 18:00  | ŁKS Łódź                   | W          | 0:1   | brak                                                              |
| 6       | 02.09.2009 19:00  | Warta Poznań               | D          | 1:1   | Mateusz Żytko 90' + 2 – karny                                     |
| 7       | 05.09.2009 16:00  | Dolcan Ząbki               | W          | 1:3   | Daniel Koczon 4'                                                  |
| 8       | 12.09.2009 19:10  | Widzew Łódź                | W          | 0:3   | brak                                                              |
| 9       | 16.09.2009 18:00  | KSZO Ostrowiec Św.         | W          | 1:1   | Bartosz Wiśniewski 54'                                            |
| 10      | 20.09.2009 17:00  | Motor Lublin               | D          | 1:1   | Daniel Koczon 4'                                                  |
| 11      | 26.09.2009 19:00  | GKS Katowice               | D          | 3:3   | Daniel Koczon 20', Bartłomiej Sielewski 43', Sławomir Jarczyk 85' |
| 12      | 07.10.2009 15:00* | GKP Gorzów Wielkopolski    | W          | 1:1   | Bartłomiej Sielewski 90' – karny                                  |
| 13      | 03.10.2009 19:00  | Podbeskidzie Bielsko-Biała | D          | 1:1   | Łukasz Masłowski 9'                                               |
| 14      | 10.10.2009 15:30  | Flota Świnoujście          | W          | 1:3   | Bartłomiej Sielewski 22'                                          |
| 15      | 17.10.2009 19:00  | Sandecja Nowy Sącz         | D          | 2:4   | Rafał Lasocki 77', Bartłomiej Sielewski 83' – karny               |
| 16      | 24.10.2009 15:00  | MKS Kluczbork              | W          | 0:0   | brak                                                              |
| 17      | 30.10.2009 18:00  | Pogoń Szczecin             | D          | 0:1   | brak                                                              |

* – przełożony z powodu żałoby narodowej, termin pierwotny 30 września godz. 16:00

#### runda wiosenna
UWAGA: mecze 18 i 19 kolejki zostały rozegrane awansem w 2009 r.
| kolejka | data             | przeciwnik                 | Dom/Wyjazd | wynik | bramki                                                                           |
| 18      | 07.11.2009 17:00 | Znicz Pruszków             | D          | 3:1   | Mariusz Solecki 37', Daniel Koczon 67', Bartosz Wiśniewski 70'                   |
| 19      | 11.11.2009 17:00 | Górnik Zabrze              | W          | 1:1   | Łukasz Masłowski 57'                                                             |
| 20      | 06.03.2010 18:00 | Górnik Łęczna              | D          | 3:1   | Daniel Koczon 14', Daniel Koczon 24', Rafał Grzelak 28'                          |
| 21      | 21.04.2010 16:00 | Stal Stalowa Wola          | W          | 1:0   | Tomasz Grudzień 89'                                                              |
| 22      | 20.03.2010 19:00 | ŁKS Łódź                   | D          | 1:2   | Marcin Nowacki 53' – karny                                                       |
| 23      | 27.03.2010 15:00 | Warta Poznań               | W          | 0:2   | brak                                                                             |
| 24      | 03.04.2010 19:00 | Dolcan Ząbki               | D          | 3:1   | Daniel Koczon 34', Daniel Koczon 67', Bartłomiej Sielewski 75' – karny           |
| 25      | 10.04.2010 19:00 | Widzew Łódź                | D          | 0:1   | brak                                                                             |
| 26      | 12.05.2010 19:00 | KSZO Ostrowiec Św.         | D          | 1:3   | Bartłomiej Sielewski 3' – karny                                                  |
| 27      | 24.04.2010 17:00 | Motor Lublin               | W          | 4:3   | Łukasz Sekulski 40', Mariusz Solecki 53, Mariusz Solecki 60', Marcin Nowacki 90' |
| 28      | 01.05.2010 19:00 | GKS Katowice               | W          | 0:0   | brak                                                                             |
| 29      | 08.05.2010 19:00 | GKP Gorzów Wielkopolski    | D          | 1:0   | Rafał Grzelak 79'                                                                |
| 30      | 15.05.2010 19:00 | Podbeskidzie Bielsko-Biała | W          | 0:0   | brak                                                                             |
| 31      | 22.05.2010 17:00 | Flota Świnoujście          | D          | 2:1   | Tomasz Grudzień 26', Marcin Pacan 32'                                            |
| 32      | 26.05.2010 17:00 | Sandecja Nowy Sącz         | W          | 2:2   | Tomasz Grudzień 11', Marcin Nowacki 40'                                          |
| 33      | 01.06.2010 17:00 | MKS Kluczbork              | D          | 0:4   | brak                                                                             |
| 34      | 05.06.2010 17:00 | Pogoń Szczecin             | W          | 3:3   | Bartłomiej Sielewski 4', Bartosz Wiśniewski 27', Artur Wyczałkowski 76'          |

### Puchar Polski
| runda   | data             | przeciwnik        | Dom/Wyjazd | wynik | bramki              |
| I runda | 26.08.2009 17:00 | Stal Stalowa Wola | W          | 1:2   | Robert Chwastek 89' |

## Strzelcy
| Liga | PP | Zawodnik             |
| ---- | -- | -------------------- |
| 11   | 0  | Daniel Koczon        |
| 7    | 0  | Bartłomiej Sielewski |
| 4    | 0  | Bartosz Wiśniewski   |
| 3    | 0  | Tomasz Grudzień      |
| 3    | 0  | Marcin Nowacki       |
| 3    | 0  | Mariusz Solecki      |
| 2    | 0  | Rafał Grzelak        |
| 2    | 0  | Łukasz Masłowski     |
| 2    | 0  | Marcin Pacan         |
| 2    | 0  | Mateusz Żytko        |
| 1    | 0  | Sławomir Jarczyk     |
| 1    | 0  | Rafał Lasocki        |
| 1    | 0  | Łukasz Sekulski      |
| 1    | 0  | Artur Wyczałkowski   |
| 0    | 1  | Robert Chwastek      |

## Transfery

### runda jesienna
- Przyszli: Paweł Bojaruniec (Pelikan Łowicz), Rafał Grzelak (Dolcan Ząbki), Daniel Koczon (Piast Gliwice), Karol Kostrubała (Cracovia), Łukasz Masłowski (Widzew Łódź), Przemysław Mierzwa (Motor Lublin), Marcin Pacan (Jagiellonia Białystok), Paweł Pęczak (Lechia Gdańsk), Krzysztof Zaremba.(Podbeskidzie Bielsko-Biała)
- Odeszli: Marcin Dettlaff (Unia Janikowo), Karol Gregorek (GKS Bełchatów), Ireneusz Kowalski (Polonia Bytom), Mariusz Marczak (szuka klubu), Jacek Moryc (szuka klubu) Marcin Olejniczak (szuka klubu), Łukasz Sekulski (Raków Częstochowa), Krzysztof Wierzba (Radomiak Radom).

### runda wiosenna
- Przyszli: Piotr Burski (Miedź Legnica), Łukasz Juszkiewicz (Widzew Łódź), Łukasz Nadolski (Sogndal IL), Marcin Nowacki (Ruch Chorzów), Łukasz Sekulski (Raków Częstochowa)
- Odeszli: Paweł Bojaruniec (rezerwy), Adam Dylewski, Kamil Gęśla (Stal Stalowa Wola), Janusz Iwanicki (Stal Rzeszów), Karol Kostrubała (Dolcan Ząbki), Łukasz Malec (rezerwy), Mariusz Ragaman (rezerwy), Maciej Wyszogrodzki (rezerwy), Krzysztof Zaremba (Pelikan Łowicz)

## Bilans zawodników

### po rundzie jesiennej
Bilans zawodników dotyczy wszystkich meczów rozegranych podczas rundy jesiennej tj. I ligi i Pucharu Polski.

UWAGA: w rundzie jesiennej rozegrano awansem 2 kolejki (18 i 19), co nie zostało uwzględnione w tym zestawieniu
| Imię i nazwisko      | czas | m. pełne | m. z ławki | m. łącznie | karne wykorz. | karne niewykorz. | żółte kartki | czerwone kartki |
| -------------------- | ---- | -------- | ---------- | ---------- | ------------- | ---------------- | ------------ | --------------- |
| Paweł Bojaruniec     | 39   | 0        | 1          | 1          | 0             | 0                | 0            | 0               |
| Robert Chwastek      | 1366 | 11       | 1          | 17         | 0             | 0                | 0            | 0               |
| Adam Dylewski        | 93   | 0        | 2          | 2          | 0             | 0                | 0            | 0               |
| Kamil Gęśla          | 353  | 3        | 4          | 7          | 0             | 0                | 0            | 0               |
| Tomasz Grudzień      | 1142 | 6        | 3          | 17         | 0             | 0                | 1            | 0               |
| Rafał Grzelak        | 557  | 5        | 0          | 7          | 0             | 0                | 4            | 0               |
| Sławomir Jarczyk     | 1340 | 14       | 0          | 15         | 0             | 0                | 2            | 0               |
| Daniel Koczon        | 1188 | 9        | 1          | 15         | 0             | 0                | 1            | 0               |
| Karol Kostrubała     | 357  | 2        | 1          | 5          | 0             | 0                | 4            | 0               |
| Rafał Lasocki        | 388  | 4        | 1          | 5          | 0             | 0                | 0            | 0               |
| Adam Majewski        | 735  | 6        | 3          | 11         | 0             | 0                | 2            | 0               |
| Łukasz Masłowski     | 1207 | 7        | 3          | 16         | 0             | 0                | 4            | 0               |
| Artur Melon          | 360  | 4        | 0          | 4          | 0             | 0                | 0            | 0               |
| Przemysław Mierzwa   | 1260 | 14       | 0          | 14         | 0             | 0                | 0            | 0               |
| Daniel Mitura        | 100  | 7        | 0          | 7          | 0             | 0                | 0            | 0               |
| Marcin Pacan         | 1103 | 11       | 1          | 14         | 0             | 0                | 5            | 1               |
| Paweł Pęczak         | 630  | 4        | 1          | 9          | 0             | 0                | 0            | 0               |
| Bartłomiej Sielewski | 1426 | 13       | 1          | 18         | 2             | 0                | 4            | 0               |
| Mariusz Solecki      | 30   | 0        | 1          | 1          | 0             | 0                | 0            | 0               |
| Bartosz Wiśniewski   | 915  | 6        | 7          | 17         | 0             | 0                | 3            | 0               |
| Artur Wyczałkowski   | 778  | 6        | 3          | 12         | 0             | 0                | 2            | 0               |
| Maciej Wyszogrodzki  | 785  | 6        | 4          | 11         | 0             | 0                | 1            | 0               |
| Krzysztof Zaremba    | 755  | 5        | 7          | 14         | 0             | 0                | 2            | 0               |
| Mateusz Żytko        | 911  | 10       | 0          | 11         | 2             | 0                | 1            | 0               |

### po rundzie wiosennej
Bilans zawodników dotyczy wszystkich meczów rozegranych w trakcie sezonu tj. I ligi i Pucharu Polski.

UWAGA: w rundzie jesiennej rozegrano awansem 2 kolejki (18 i 19), co zostało uwzględnione w tym zestawieniu
| Imię i nazwisko      | czas | m. pełne | m. z ławki | m. łącznie | karne wykorz. | karne niewykorz. | żółte kartki | czerwone kartki |
| -------------------- | ---- | -------- | ---------- | ---------- | ------------- | ---------------- | ------------ | --------------- |
| Paweł Bojaruniec     | 39   | 0        | 1          | 1          | 0             | 0                | 0            | 0               |
| Piotr Burski         | 195  | 0        | 7          | 7          | 0             | 0                | 0            | 0               |
| Robert Chwastek      | 2125 | 17       | 5          | 29         | 0             | 0                | 0            | 0               |
| Adam Dylewski        | 93   | 0        | 2          | 2          | 0             | 0                | 0            | 0               |
| Kamil Gęśla          | 390  | 3        | 6          | 9          | 0             | 0                | 0            | 0               |
| Tomasz Grudzień      | 1924 | 10       | 5          | 28         | 0             | 0                | 4            | 0               |
| Rafał Grzelak        | 1179 | 6        | 5          | 19         | 0             | 0                | 5            | 0               |
| Sławomir Jarczyk     | 2417 | 25       | 0          | 27         | 0             | 0                | 6            | 1               |
| Łukasz Juszkiewicz   | 894  | 7        | 3          | 12         | 0             | 0                | 1            | 0               |
| Daniel Koczon        | 1808 | 13       | 3          | 24         | 0             | 0                | 1            | 0               |
| Karol Kostrubała     | 357  | 2        | 1          | 5          | 0             | 0                | 4            | 0               |
| Rafał Lasocki        | 1168 | 12       | 1          | 15         | 0             | 0                | 1            | 0               |
| Adam Majewski        | 812  | 6        | 4          | 13         | 0             | 0                | 2            | 0               |
| Łukasz Masłowski     | 2025 | 12       | 8          | 29         | 0             | 0                | 7            | 0               |
| Artur Melon          | 360  | 4        | 0          | 4          | 0             | 0                | 0            | 0               |
| Przemysław Mierzwa   | 2790 | 31       | 0          | 31         | 0             | 0                | 0            | 0               |
| Daniel Mitura        | 100  | 7        | 0          | 7          | 0             | 0                | 0            | 0               |
| Łukasz Nadolski      | 667  | 4        | 2          | 11         | 0             | 0                | 2            | 0               |
| Marcin Nowacki       | 1199 | 11       | 1          | 15         | 1             | 0                | 1            | 0               |
| Marcin Pacan         | 1833 | 19       | 3          | 24         | 0             | 0                | 6            | 1               |
| Paweł Pęczak         | 1359 | 11       | 1          | 18         | 0             | 0                | 2            | 0               |
| Łukasz Sekulski      | 479  | 3        | 5          | 8          | 1             | 0                | 4            | 0               |
| Bartłomiej Sielewski | 2365 | 21       | 3          | 31         | 4             | 0                | 7            | 0               |
| Mariusz Solecki      | 520  | 2        | 3          | 9          | 0             | 0                | 0            | 0               |
| Bartosz Wiśniewski   | 2191 | 17       | 7          | 32         | 0             | 0                | 7            | 0               |
| Artur Wyczałkowski   | 1301 | 7        | 7          | 23         | 0             | 0                | 3            | 0               |
| Maciej Wyszogrodzki  | 842  | 6        | 5          | 12         | 0             | 0                | 1            | 0               |
| Krzysztof Zaremba    | 772  | 5        | 8          | 15         | 0             | 0                | 2            | 0               |
| Mateusz Żytko        | 2441 | 27       | 0          | 28         | 2             | 0                | 2            | 0               |